# Miles Plumlee

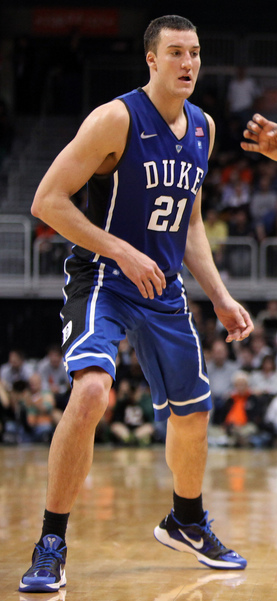
Miles Plumlee, 2011.

Miles Christian Plumlee, född 1 september 1988 i Fort Wayne i Indiana, är en amerikansk före detta professionell basketspelare (C/PF) som tillbringade sju säsonger (2012–2019) i den nordamerikanska basketligan National Basketball Association (NBA), där han spelade för Indiana Pacers, Phoenix Suns, Milwaukee Bucks, Charlotte Hornets och Atlanta Hawks.
Under sin NBA-karriär gjorde Plumlee 1 697 poäng (4,9 poäng per match), 178 assists samt 1 562 rebounds, räddningar från att bollen ska hamna i nätkorgen, på 346 grundspelsmatcher.
Han spelade också som proffs i Australien och Kina.
Plumlee draftades av Indiana Pacers i första rundan i 2012 års draft som 26:e spelare totalt.
Innan han blev proffs studerade Plumlee vid Duke University och spelade för deras idrottsförening Duke Blue Devils.
Han är bror till Marshall Plumlee och Mason Plumlee.